# Halat an-Nasir
Halat Muhammad an-Nasir (arabisch هالة محمد الناصر, DMG Hāla Muḥammad an-Nāṣir; * 1964 in Raqqa, Syrien) ist seit dem 14. April 2011 die syrische Ministerin für Behausung und Bebauung.
An-Nasir graduierte im Jahre 1991 im Bauingenieurwesen an der Universität Aleppo. 2002 wurde sie ein Mitglied der Führerschaft des Raqqa-Zweiges in der Arabisch-Sozialistischen Baath-Partei und 2005 Mitglied des Zentralkomitees der Baath-Partei innerhalb der Nationalen Fortschrittsfront.
An-Nasir ist verheiratet und hat drei Kinder.